# Мейн (залив)
Мейн (на английски: Gulf of Maine) е широко отворен залив на Атлантическия океан, разположен край югоизточните брегове на Канада (провинции Ню Брънзуик и Нова Скотия) и североизточните брегове на САЩ (щатите Мейн, Ню Хампшър и Масачузетс). На североизток се затваря от полуостров Нова Скотия, а на югозапад – от полуостров Кейп Код. Вдава се в континента на 200 km, ширината на входа му е 400 km, а максималната дълбочина – 329 m.
Бреговете на залива Мейн са предимно високи, на места скалисти и силно разчленени от стотици по-малки вторични заливи, полуострови и острови между тях. Най-големите заливи са Фънди (на североизток), Масачузетс и Кейп Код (на югозапад), Пенобскот и Каско (на северозапад) и др., а най-големите острови – Маунт Дезерт (280 km²) и Гранд Манана (137 km²). В залива се вливат множество реки: Анаполис (120 km), Сейнт Джон (673 km), Сен Кроа (121 km), Пенобскот (175 km), Кенебек (270 km), Андроскогин (264 km), Сако (219 km), Меримак (188 km). В североизточната част на залива, в залива Фънди са отбелязани най-високите приливи (до 18 m) на Земята. Бреговете на залива Мейн са гъсто населени. Най-големите градове и пристанища са Сейнт Джон (в Канада), Портланд, Портсмът, Бостън (в САЩ).